# ماری (سوریه)
ماری (به خط میخی: 𒈠𒌷𒆠, ma-riki، مکان فعلی آن: تل حریری در سوریه) یک دولت‌شهر باستانی سامی‌نشین در سوریه امروزی بود. بقایای این شهر در ۱۱ کیلومتری شمال غربی البوکمال در کرانه غربی رود فرات، حدود ۱۲۰ کیلومتری جنوب شرقی دیرالزور، به شکل یک تپه باستانی قرار دارد. ماری در بین سال‌های ۲۹۰۰ تا ۱۷۵۹ پیش از میلاد، به عنوان یک مرکز تجاری و یک دولت برتر شکوفا شد. این شهر در میانه مسیرهای تجاری فرات بین سومر در جنوب و پادشاهی ابلا و شام در غرب ساخته شده بود.

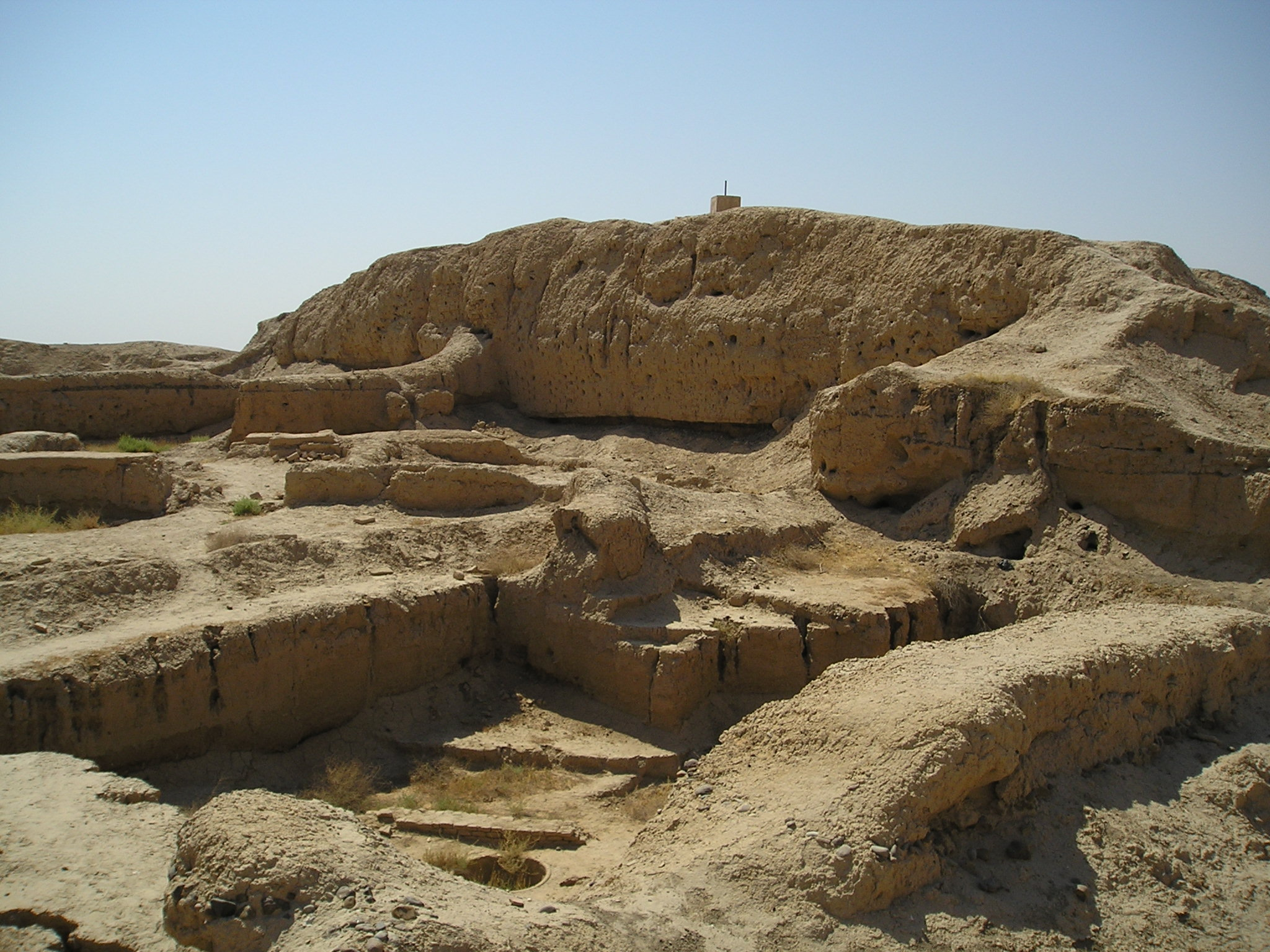
ویرانه‌های ماری

ماری برای اولین بار در اواسط قرن بیست و ششم پیش از میلاد متروکه شد، اما بازسازی شد و قبل از ۲۵۰۰ سال پیش از میلاد به پایتخت یک دولت برتر سامی‌نشین شرقی تبدیل شد. این ماری دوم درگیر یک جنگ طولانی با رقیب خود ابلا شد و به خاطر نزدیکی شدیدش با فرهنگ سومری شناخته شده است. در قرن بیست و سوم پیش از میلاد توسط اکد ویران شد، که اجازه داد این شهر بازسازی شود و یک فرماندار نظامی (شکناککو) را منصوب کرد. با فروپاشی امپراتوری اکد، فرمانداران مستقل شدند و شهر را به عنوان یک مرکز منطقه‌ای دره فرات بازسازی کردند. شکناککوها تا نیمه دوم قرن نوزدهم پیش از میلاد بر ماری حکومت کردند تا اینکه این سلسله به دلایل نامعلومی سقوط کرد. مدت کوتاهی بعد، ماری پایتخت سلسله لیم عَموری شد. ماری عموری تنها مدت کوتاهی دوام آورد تا اینکه در حدود سال ۱۷۶۱ پیش از میلاد توسط بابل ویران شد، اما به عنوان یک سکونتگاه کوچک تحت حکومت بابلی‌ها و آشوری‌ها باقی ماند تا اینکه در دوره هلنیستی متروکه و فراموش شد.
ماری‌ها هم خدایان سامی و هم سومری را می‌پرستیدند و شهر خود را به عنوان یک مرکز تجاری بزرگ تأسیس کردند. اگرچه دوره‌های پیش از عموری‌ها با تأثیر فرهنگی سنگین سومری مشخص می‌شد، اما ماری شهری از مهاجران سومری نبود، بلکه یک ملت سامی‌زبان با گویشی مشابه ابلایی بود. عموری‌ها سامی‌های غربی بودند که قبل از قرن بیست و یکم پیش از میلاد شروع به اسکان در این منطقه کردند؛ در زمان سلسله لیم (حدود ۱۸۳۰ پیش از میلاد)، آنها به جمعیت غالب در هلال حاصلخیز تبدیل شدند.

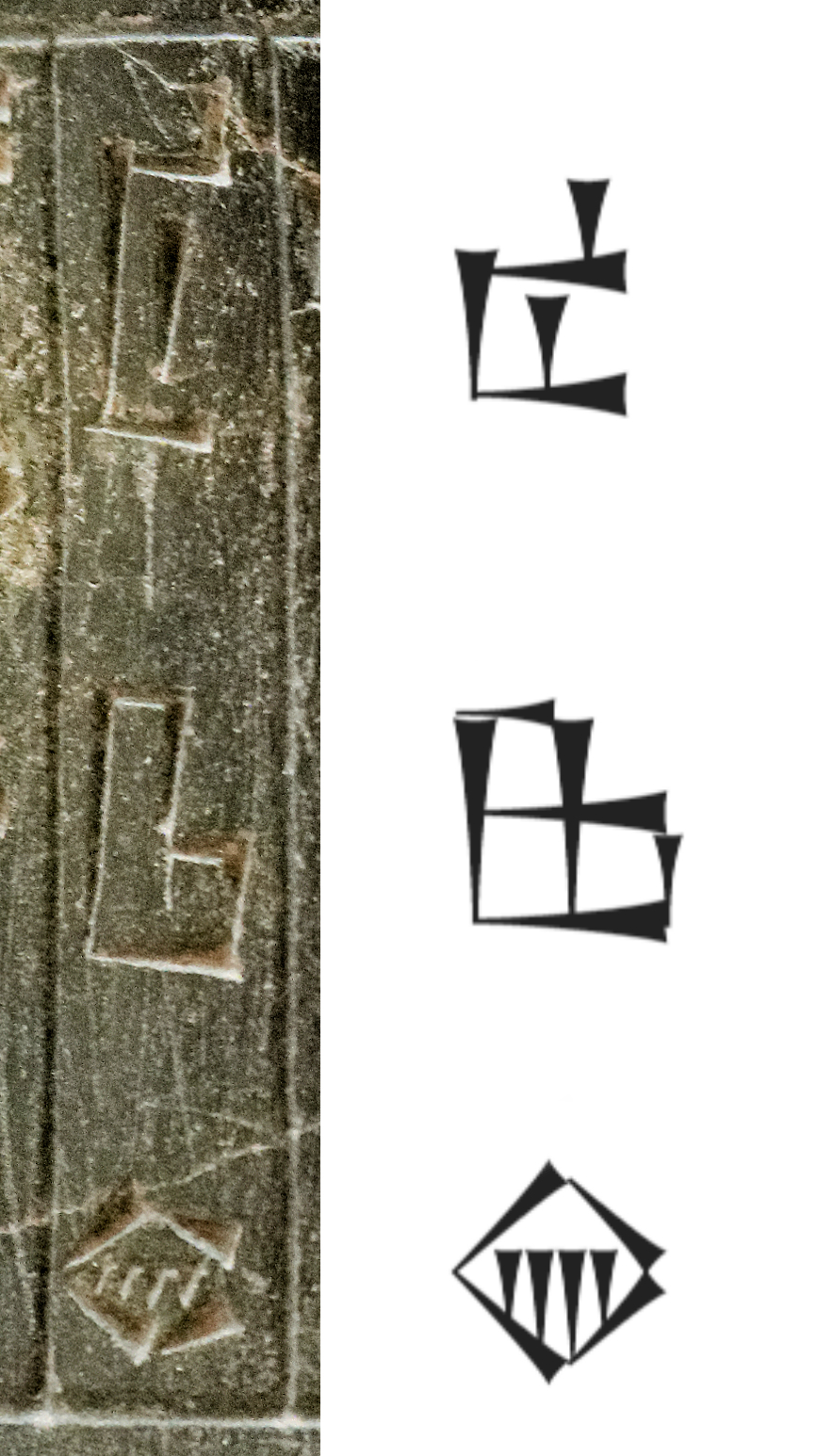
نام ماری (خط میخی:, ma-ri^{ki}), روی تندیس ایدی-ایلوم، حدوداً ۲۰۰۰ سال پیش از میلاد

کشف ماری در سال ۱۹۳۳ به دلیل کشف بیش از ۲۵۰۰۰ لوح که توضیح دهنده اداره دولت در هزاره دوم پیش از میلاد و ماهیت روابط دیپلماتیک بین قدرت‌های سیاسی منطقه است، بینش مهمی در مورد نقشه ژئوپلیتیکی میان‌رودان باستان و سوریه ارائه کرد. آنها همچنین شبکه‌های تجاری گسترده قرن ۱۸ پیش از میلاد را آشکار کردند که مناطقی را به وسعت افغانستان در جنوب آسیا و کرت در دریای مدیترانه به هم متصل می‌کردند.

## تاریخچه ماری

### عصر برنز اولیه

#### پادشاهی اول
بر اساس یافته‌ها، ماری از یک آبادی کوچک به وجود نیامده، بلکه شهری جدید بوده که در حدود ۲۹۰۰ سال پیش از میلاد در دوره سلسله اولیه I بین‌النهرین با هدف کنترل مسیرهای آبی فرات و بازرگانی بین شام و جنوب سومر ساخته شده است. این شهر به منظور حفاظت از سیل در فاصله ۱ تا ۲ کیلومتری رود فرات بنا شده و توسط یک کانال مصنوعی ۷ تا ۱۰ کیلومتری به رودخانه متصل می‌شده است. امروزه مسیر دقیق این کانال مشخص نیست.

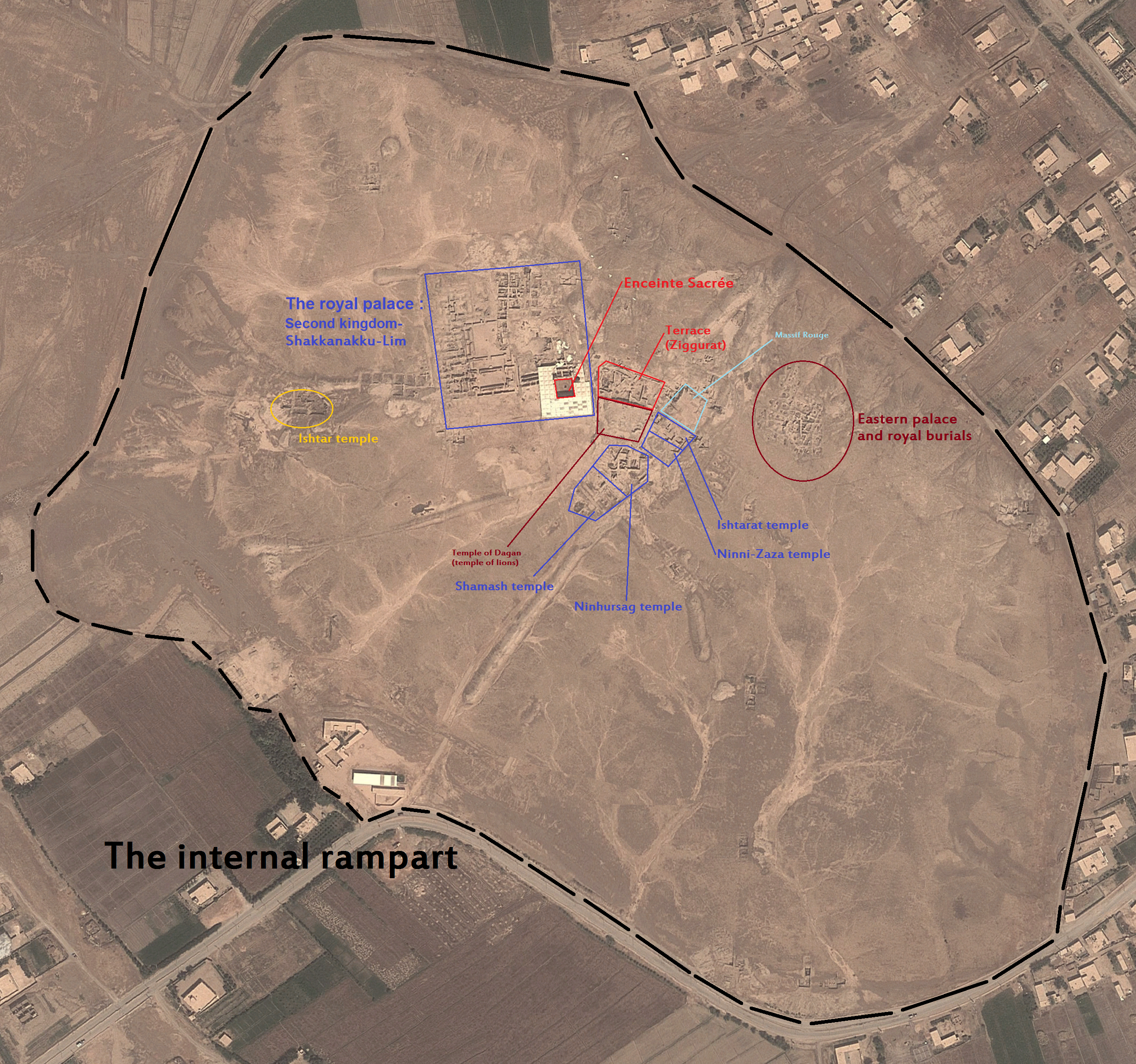
نقاط دیدنی ماری

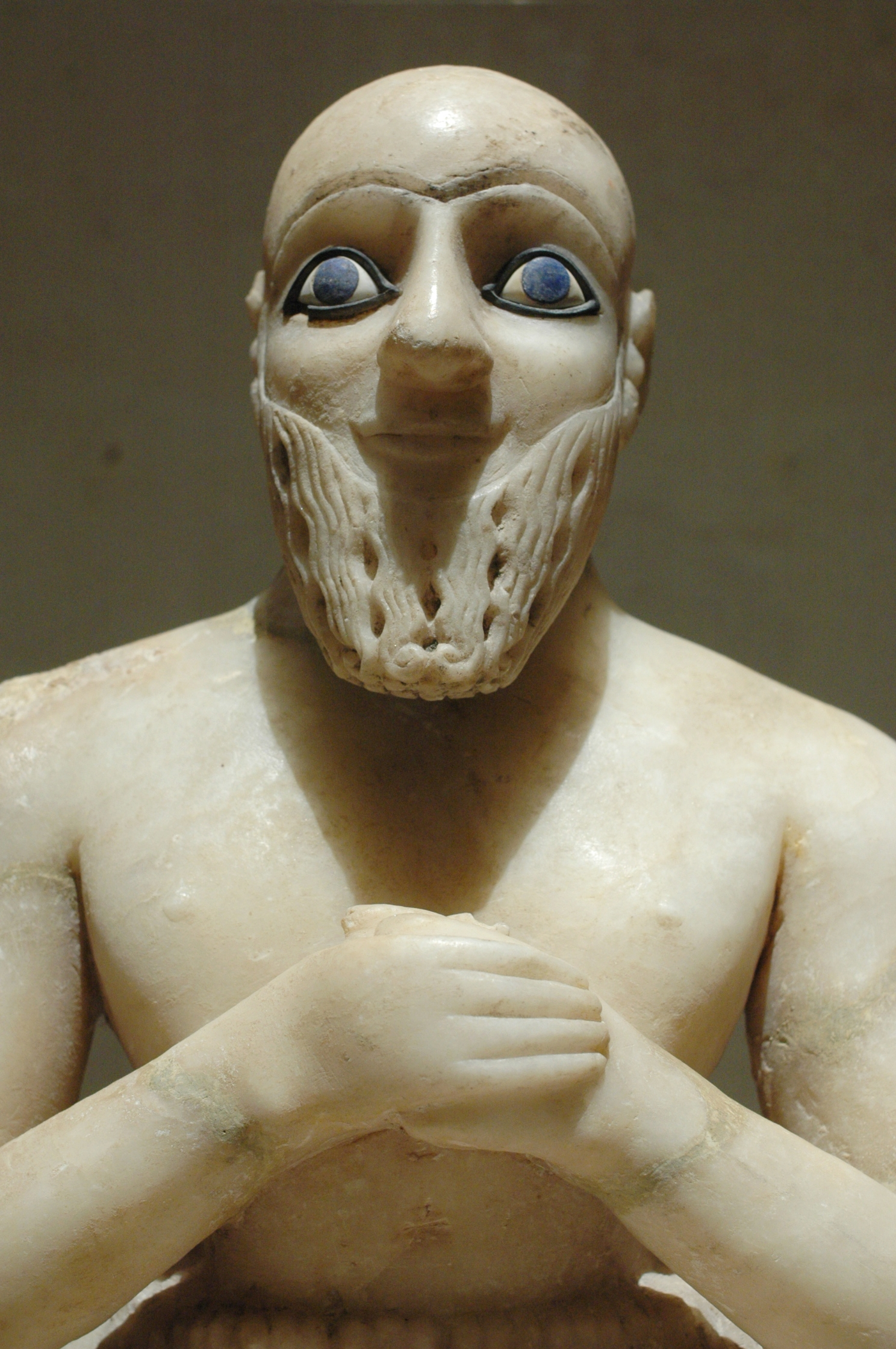
تندیس ابیه‌ایل، از کاربدستان ماری. (قرن ۲۵ قبل از میلاد)

حفاری این شهر به دلیل قرارگیری در زیر لایه‌های باستانی دیگر، کار دشواری است. با این حال، یک سیل‌بند دایره‌ای کشف شده که شامل یک محوطه ۳۰۰ متری برای باغ‌ها و محل سکونت صنعتگران و یک دیوار دفاعی دایره‌ای داخلی به ضخامت ۶٫۷ متر و ارتفاع ۸ تا ۱۰ متر است. این دیوار با برج‌های دفاعی تقویت شده بود. همچنین یکی از دروازه‌های شهر، خیابانی از مرکز تا دروازه و خانه‌های مسکونی نیز کشف شده‌اند. ماری یک تپهٔ مرکزی داشته، اما تاکنون پرستشگاه یا کاخی در آن یافت نشده است. با این حال، یک ساختمان بزرگ (۳۲ در ۲۵ متر) با کاربری احتمالی اداری با پی سنگی و اتاق‌هایی به طول ۱۲ و عرض ۶ متر کشف شده است. این شهر در حدود ۲۵۵۰ سال پیش از میلاد و در پایان دوره سلسله اولیه II به دلایل نامعلومی متروکه شد.

#### پادشاهی دوم
ماری در حدود آغاز دوره دودمان اولیه III (پیش از ۲۵۰۰ قبل از میلاد) بازسازی و دوباره مسکونی شد. این شهر جدید بسیاری از ویژگی‌های بیرونی شهر قبلی، از جمله دیوار داخلی و دروازه را حفظ کرد. همچنین یک خاکریز دایره‌ای بیرونی به قطر ۱٫۹ کیلومتر که بالای آن دیواری به ضخامت دو متر برای محافظت از کمانداران بود، باقی ماند.
با این حال، ساختار داخلی شهر به‌طور کامل تغییر کرده و شهر جدید با دقت طراحی شده بود. اولین بخش‌های ساخته‌شده، خیابان‌هایی بودند که از مرکز مرتفع به سمت دروازه‌ها می‌رفتند و این طراحی، امکان خروج آب باران را فراهم می‌کرد.
در مرکز شهر، کاخ سلطنتی ساخته شد که به عنوان معبد نیز استفاده می‌شد. چهار سطح معماری متوالی از کاخ پادشاهی دوم کشف شده است (قدیمی‌ترین آن P3 و جدیدترین آن P0 نامگذاری شده است). دو سطح آخر به دوره اکدیان مربوط می‌شوند. دو سطح اول حفاری شده‌اند و یافته‌های آن شامل یک معبد (حصار مقدس یا محوطه مقدس) که به یک خدای ناشناس تقدیم شده، یک اتاق تاج و تخت ستون‌دار و یک تالار با سه ستون چوبی دوتایی است که به معبد منتهی می‌شود.
شش نیایشگاه کوچکتر دیگر نیز در این شهر کشف شده است، از جمله معبد «تودهٔ سرخ» (مشخص نیست تقدیم به کدام ایزد شده بود) و معابدی که به نینی زا (INANA.ZA.ZA)، ایشتارات، ایشتار، نین‌هورساگ و شمش اختصاص داده شده‌اند. تمام معابد به جز معبد ایشتار در مرکز شهر قرار داشتند. منطقه بین «حوزهٔ مقدس» و «تودهٔ سرخ» به عنوان مرکز اداری کاهن اعظم در نظر گرفته می‌شود.
به نظر می‌رسد که پادشاهی دوم یک مرکز سیاسی قدرتمند و مرفه بوده است. پادشاهان آن عنوان لوگال را داشتند و بسیاری از آنها در این شهر تأیید شده‌اند. مهم‌ترین منبع، نامه‌ای از پادشاه انا-داگان در حدود ۲۳۵۰ سال قبل از میلاد است که به ایرکاب-دامو از ابلا فرستاده شده بود. در این نامه، پادشاه ماری از پیشینیان خود و دستاوردهای نظامی آنها یاد می‌کند. با این حال، خواندن این نامه هنوز نامشخص است و تفاسیر زیادی توسط محققان ارائه شده است.

#### جنگ میان ماری و ابلا

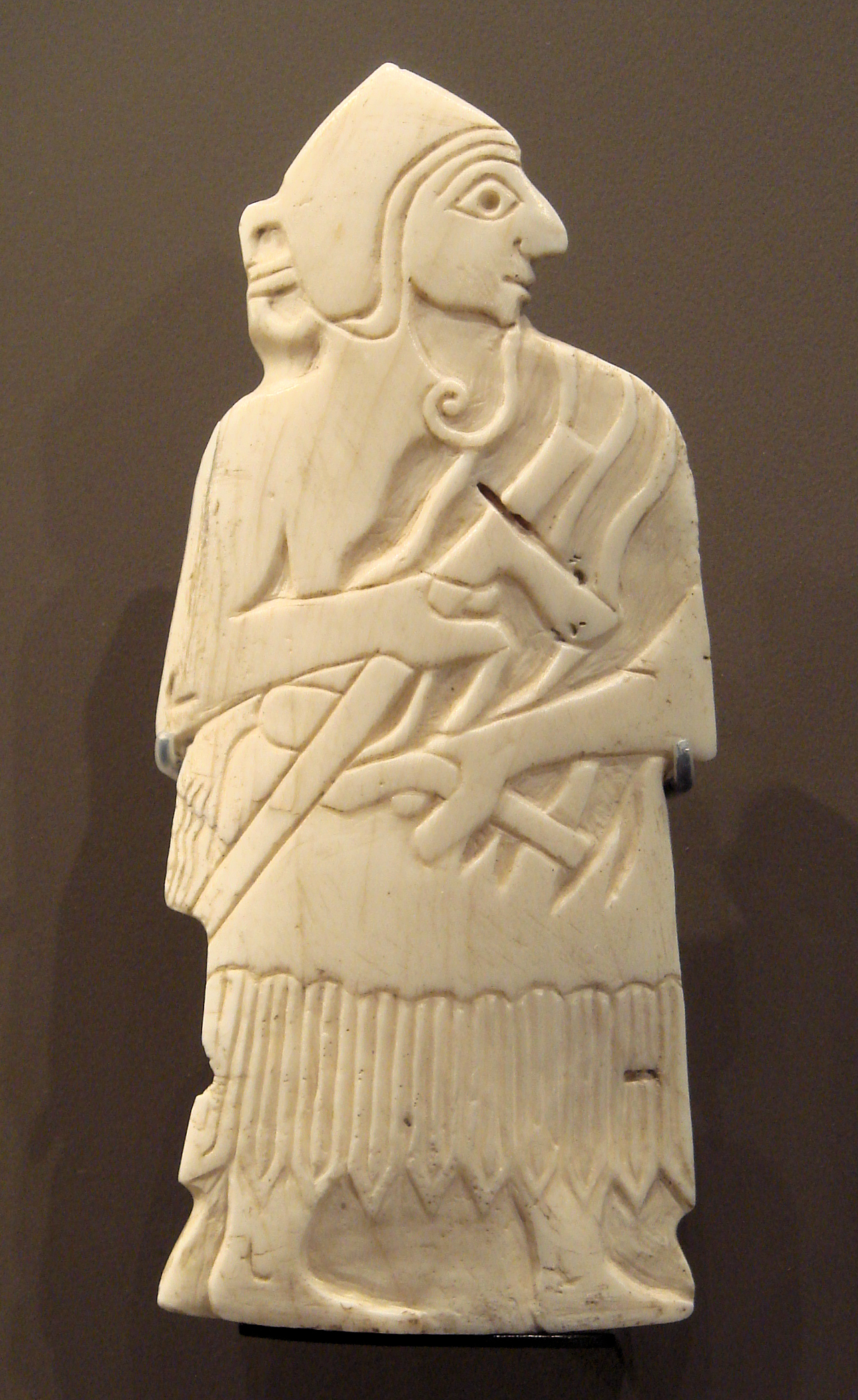
جنگجویی از اهالی ماری، با کلاه‌خود و تبر

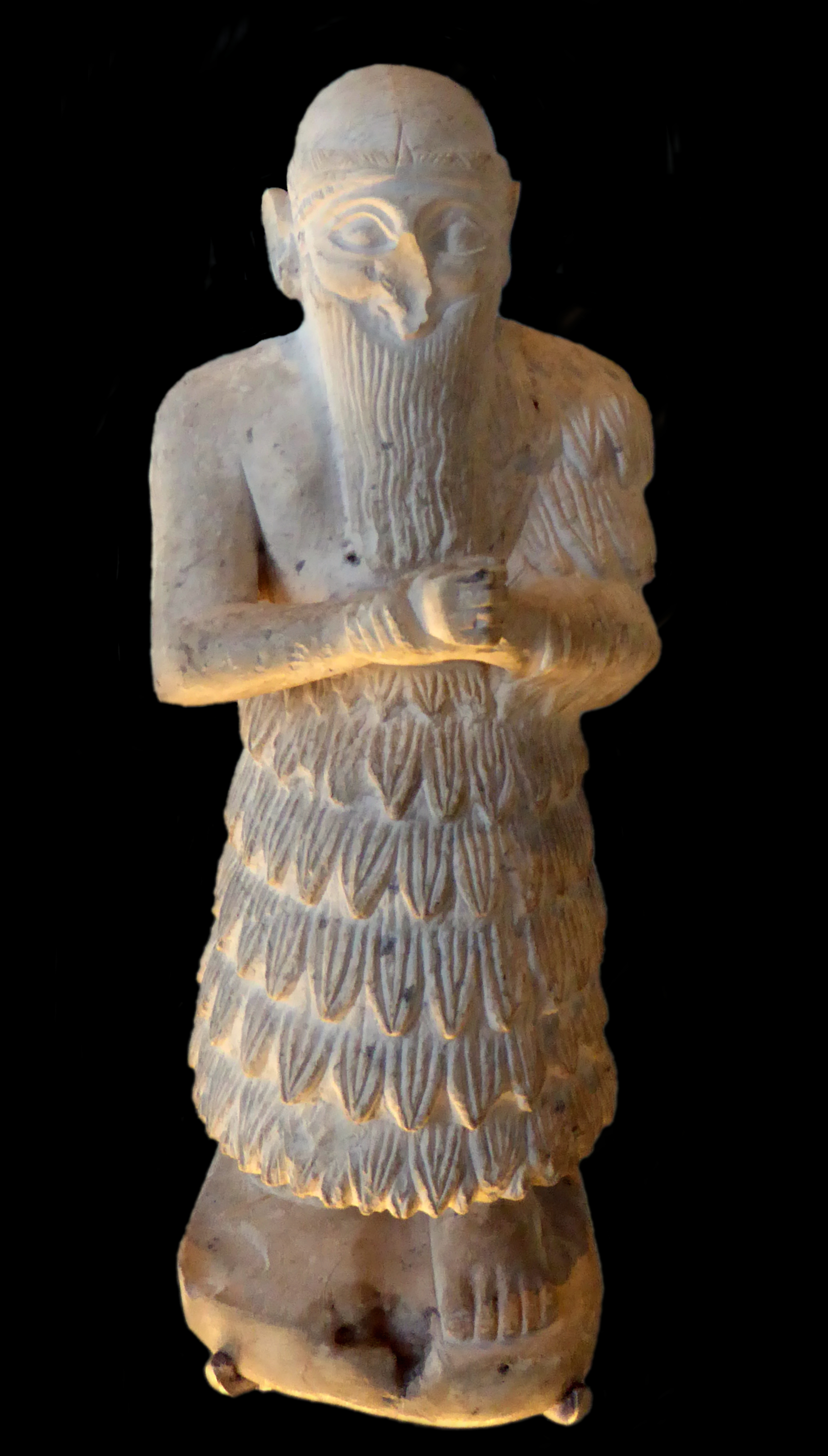
ایشقی-ماری، پادشاه دومین پادشاهی ماری، حدود ۲۳۰۰ سال پیش از میلاد

بر اساس‌نامه انا-داگان، قدیمی‌ترین پادشاه ماری، «آنسود» بوده است. او به ابلا، رقیب دیرینه ماری، حمله کرد و بسیاری از شهرهای آن از جمله بلان را تصرف کرد. پس از او، «ساومو» به پادشاهی رسید و سرزمین‌های رعک و نیروم را فتح کرد. اما در اواسط قرن بیست و پنجم پیش از میلاد، «کون-دامو» پادشاه ابلا، ماری را شکست داد.
جنگ بین دو شهر ادامه یافت و در میانه قرن بیست و چهارم پیش از میلاد، در زمان ضعف ابلا، «ایشتوپ-ایشار» از ماری، شهر امر را تصرف کرد. پادشاه ابلا، «ایگریش-هلام»، مجبور شد به «ایبلول-ایل» از ماری خراج بدهد. ایبلول-ایل بسیاری از شهرهای ابلا را فتح کرد و در منطقه بورمن لشکرکشی کرد.
«انا-داگان» نیز از ابلا خراج می‌گرفت. سلطنت او همزمان با سلطنت «ایرکاب-دامو» در ابلا بود. ایرکاب-دامو موفق شد ماری را شکست دهد و به پرداخت خراج پایان دهد. در سال هفتم وزارت «ایبریوم» در ابلا، ماری به ناگار، متحد ابلا، حمله کرد و مسیرهای بازرگانی میان ابلا و جنوب میان‌رودان را از طریق شمال میان‌رودان مسدود کرد.
نقطه اوج جنگ زمانی بود که «ایبی-سیپیش»، وزیر ابلا، با ناگار و کیش متحد شد و در نبردی نزدیک ترقا، ماری را شکست داد. خود ابلا نیز چند سال پس از ترقا در حدود ۲۳۰۰ پیش از میلاد، در زمان سلطنت «هیدار» پادشاه ماری، برای اولین بار ویران شد. به گفته آلفونسو آرچی، جانشین هیدار، «ایشقی-ماری» بود که مهر سلطنتی او کشف شده است. این مهر صحنه‌های نبرد را به تصویر می‌کشد و به همین دلیل، آرچی معتقد است که ایشقی-ماری مسئول نابودی ابلا بوده است، در زمانی که هنوز یک ژنرال بوده است.

#### تخریب ماری توسط سارگون اکد

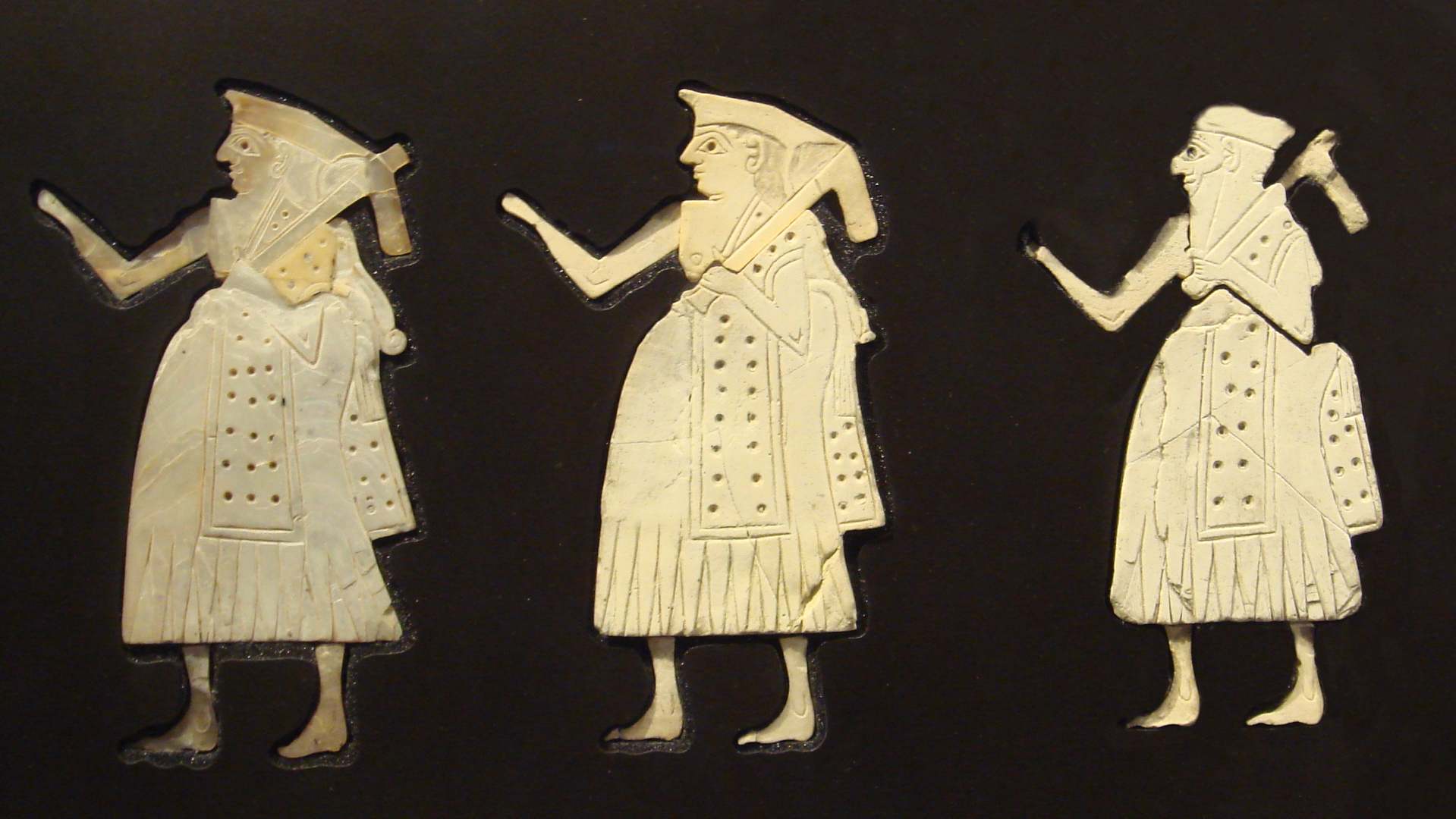
سربازها. اثری ساخته‌شده با صدف. ماری

تنها یک دهه پس از نابودی ابلا (حدود ۲۳۰۰ قبل از میلاد)، ماری نیز توسط سارگون اکد ویران و سوزانده شد، همان‌طور که در یکی از نام‌های سال او ذکر شده است ("سالی که ماری ویران شد"). مایکل آستور تاریخ این واقعه را در حدود ۲۲۶۵ قبل از میلاد تخمین زده است. احتمالاً ایشقی-ماری آخرین پادشاه ماری قبل از فتوحات امپراتوری اکد بوده است. سارگون اکد از ماری و ایلام خراج جمع‌آوری کرد. کتیبه نیپور سارگون می‌گوید: «سارگون پادشاه در توتول به داگان کرنش کرد. او (داگان) سرزمین علیا را به او (سارگون) داد: ماری، یارموتی و ابلا، تا جنگل سرو و کوه‌های نقره.»

### پادشاهی سوم
ماری پس از ویرانی، برای دو نسل متروک ماند تا اینکه توسط پادشاه اکدی مانی‌اشتوشو بازسازی شد. یک فرماندار نظامی (شکناککو) برای حکومت بر شهر گمارده شد. اکد کنترل مستقیم بر شهر را حفظ کرد، که این امر با انتصاب دو دختر نارام-سین اکد به مقامات روحانی در شهر، مشهود است.

#### دودمان شکناککو

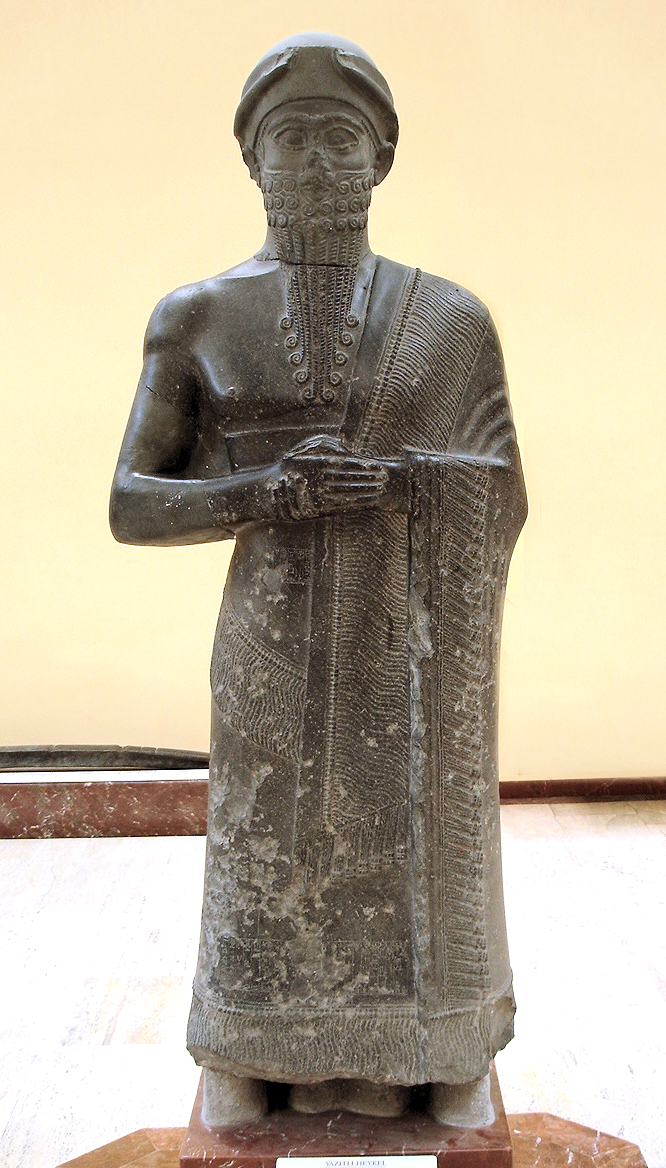
پوزور-ایشتار، شکناککوی (فرماندار نظامی) ماری، حدوداً ۲۰۵۰ سال پیش از میلاد

اولین فرمانروای سلسله شکناککو در فهرست‌ها، «ایدیدیش» است که حدوداً در سال ۲۲۶۶ پیش از میلاد منصوب شد. طبق این فهرست‌ها، او به مدت ۶۰ سال حکومت کرد و پس از او، پسرش جانشین او شد و این منصب به صورت موروثی درآمد.
ماری سوم از نظر ساختار کلی شبیه به شهر دوم بود. در مرحله P0، کاخ سلطنتی قدیمی با کاخ جدیدی برای شکناککو جایگزین شد. همچنین، یک کاخ کوچکتر در قسمت شرقی شهر ساخته شد که شامل گورهای سلطنتی مربوط به دوره‌های قبلی بود. باروها بازسازی و تقویت شدند و خاکریز به یک دیوار دفاعی با عرض ۱۰ متر تبدیل شد. محوطه مقدس سابق و معبد نین‌هورساگ حفظ شدند، اما معابد نینی زا و ایشتارات ناپدید شدند و معبد جدیدی به نام «معبد شیرها» (وقف‌شده به داگان) توسط شکناککو ایشتوپ-ایلوم ساخته شد. به این معبد، یک تراس مستطیلی شکل به ابعاد ۴۰ در ۲۰ متر برای انجام قربانی‌ها متصل بود.
در دوران سلطنت شار-کالی-شاری، امپراتوری اکد فروپاشید و ماری استقلال خود را به دست آورد، اما استفاده از عنوان شکناککو در دوره سلسله سوم اور ادامه یافت. یک شاهدخت ماریایی با پسر اور-نمو، پادشاه اور، ازدواج کرد و ماری به صورت اسمی تحت حاکمیت اور قرار گرفت. با این حال، این تبعیت مانع استقلال ماری نشد و برخی از شکناککوها در کتیبه‌های نذری خود از عنوان سلطنتی «لوگال» استفاده می‌کردند، در حالی که در مکاتبات خود با دربار اور از عنوان شکناککو استفاده می‌کردند. این سلسله به دلایل نامعلومی، مدت کوتاهی قبل از تأسیس سلسله بعدی که در نیمه دوم قرن نوزدهم پیش از میلاد روی داد، پایان یافت.

## عصر برنز میانه

### دودمان لیم
هزاره دوم پیش از میلاد در هلال حاصلخیز با گسترش عموری‌ها شناخته می‌شود که در نهایت با تسلط و حکومت بر بیشتر منطقه به اوج خود رسید. در حدود ۱۸۳۰ پیش از میلاد، ماری تحت پادشاهی یاگید-لیم به مرکز دودمان لیم عموری تبدیل شد. با این حال، شواهد کتیبه‌ای و باستان‌شناسی نشان می‌دهد که تداوم زیادی بین دوران شکناککو و آموری وجود داشته است.
یاگید-لیم قبل از استقرار در ماری، حاکم سوپروم بود. او با ایلا-کابکابو از اکالاتوم متحد شد، اما روابط بین این دو پادشاه به یک جنگ آشکار تبدیل شد. این درگیری با دستگیری یاهدون-لیم، وارث یاگید-لیم، توسط ایلا-کابکابو پایان یافت و طبق یک لوح یافت شده در ماری، یاگید-لیم که از ایلا-کابکابو جان سالم به در برده بود، توسط خدمتکارانش کشته شد. با این حال، در حدود ۱۸۲۰ قبل از میلاد، یاهدون-لیم به عنوان پادشاه ماری کاملاً کنترل اوضاع را در دست داشت.

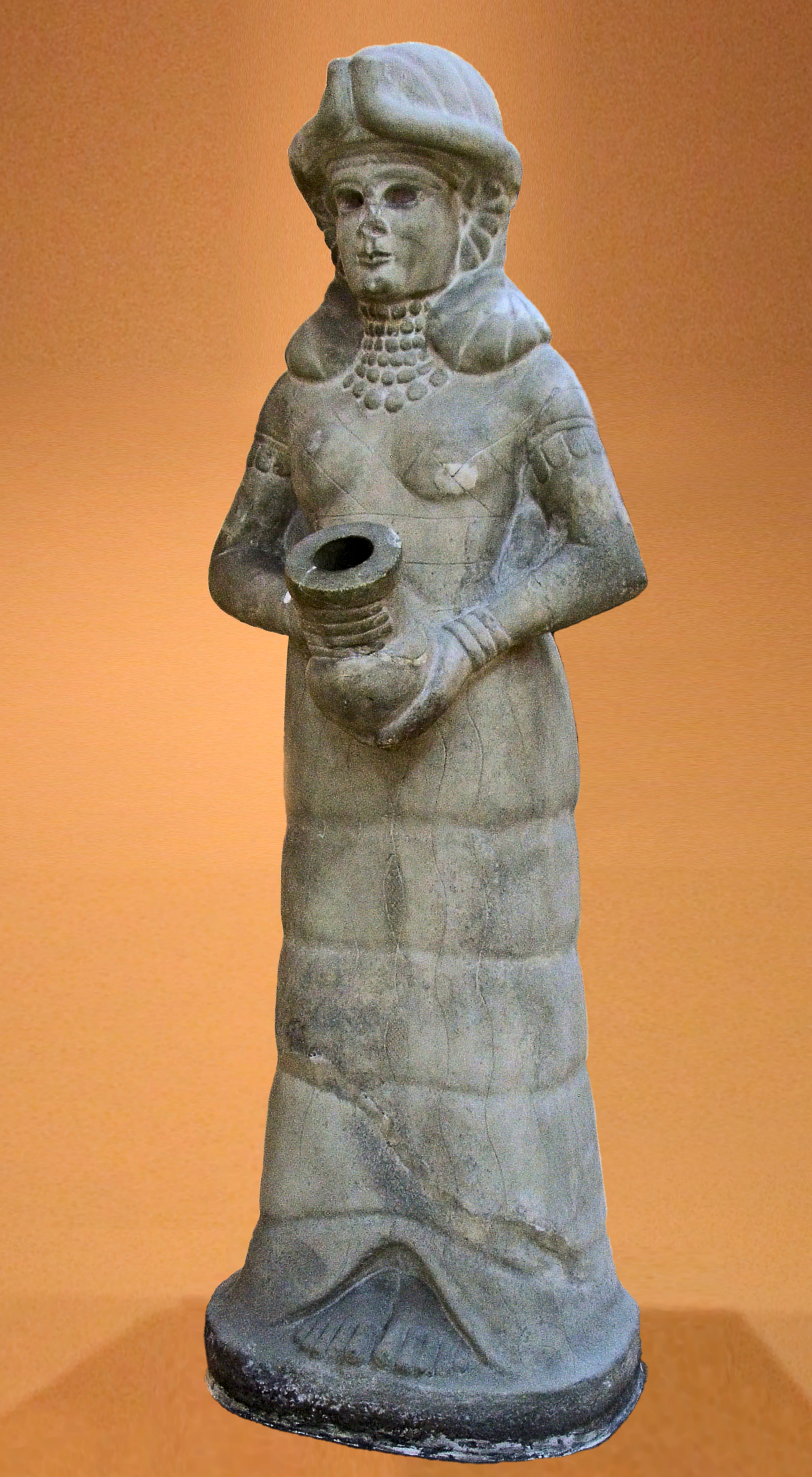
الههٔ گلدان، ماری، قرن ۱۸ قبل از میلاد

یاهدون-لیم سلطنت خود را با سرکوب شورش هفت نفر از رهبران قبایل و بازسازی دیوارهای ماری و ترقا آغاز کرد. او همچنین یک قلعه جدید به نام دور-یاهدون-لیم ساخت. سپس به سمت غرب گسترش یافت و ادعا کرد که به دریای مدیترانه رسیده است. با این حال، او بعداً با شورش عشایر بانو-یامینا که در توتول مستقر بودند، مواجه شد. شورشیان توسط سومو-اپوه، پادشاه یامهاد، حمایت می‌شدند زیرا اتحاد جدید بین یاهدون-لیم و اشنونا، منافع او را تهدید می‌کرد. یاهدون-لیم یامینا را شکست داد، اما از جنگ آشکار با یامهاد اجتناب کرد، زیرا درگیر رقابت با شمشی-آداد اول از شوبات-انلیل، پسر ایلا-کابکابو، شد. این جنگ با شکست ماری به پایان رسید و یاهدون-لیم در حدود ۱۷۹۸ قبل از میلاد توسط پسر احتمالی‌اش سومو-یامام ترور شد. سومو-یامام نیز دو سال پس از به سلطنت رسیدن ترور شد و در این زمان، شمشی-آداد پیشروی کرد و ماری را ضمیمه خاک خود کرد.

## شمشی-آداد آشوری و یاسما-آداد
شمشی-آداد (پادشاهی بین سال‌های ۱۸۰۹ تا ۱۷۷۵ پیش از میلاد)، پسرش یاسما-آداد را به عنوان پادشاه ماری منصوب کرد. یاسما-آداد با دختر یاهدون-لیم ازدواج کرد، در حالی که بقیه خانواده لیم به یامهاد پناهنده شدند. شمشی-آداد این الحاق را با استناد به آنچه که او اعمال گناه‌آلود خانواده لیم می‌دانست، توجیه کرد. برای تقویت موقعیت خود در برابر دشمن جدیدش یامهاد، شمشی-آداد، یاسما-آداد را به ازدواج بتلوم، دختر ایشی-آدو از قطنا درآورد. با این حال، یاسما-آداد عروس خود را نادیده گرفت و این باعث ایجاد بحران با قطنا شد. او به عنوان یک رهبر نالایق ثابت شد و موجب خشم پدرش شد که در حدود سال ۱۷۷۶ پیش از میلاد درگذشت، در حالی که ارتش‌های یاریم-لیم اول از یامهاد برای حمایت از زیمری-لیم، وارث سلسله لیم، در حال پیشروی بودند.

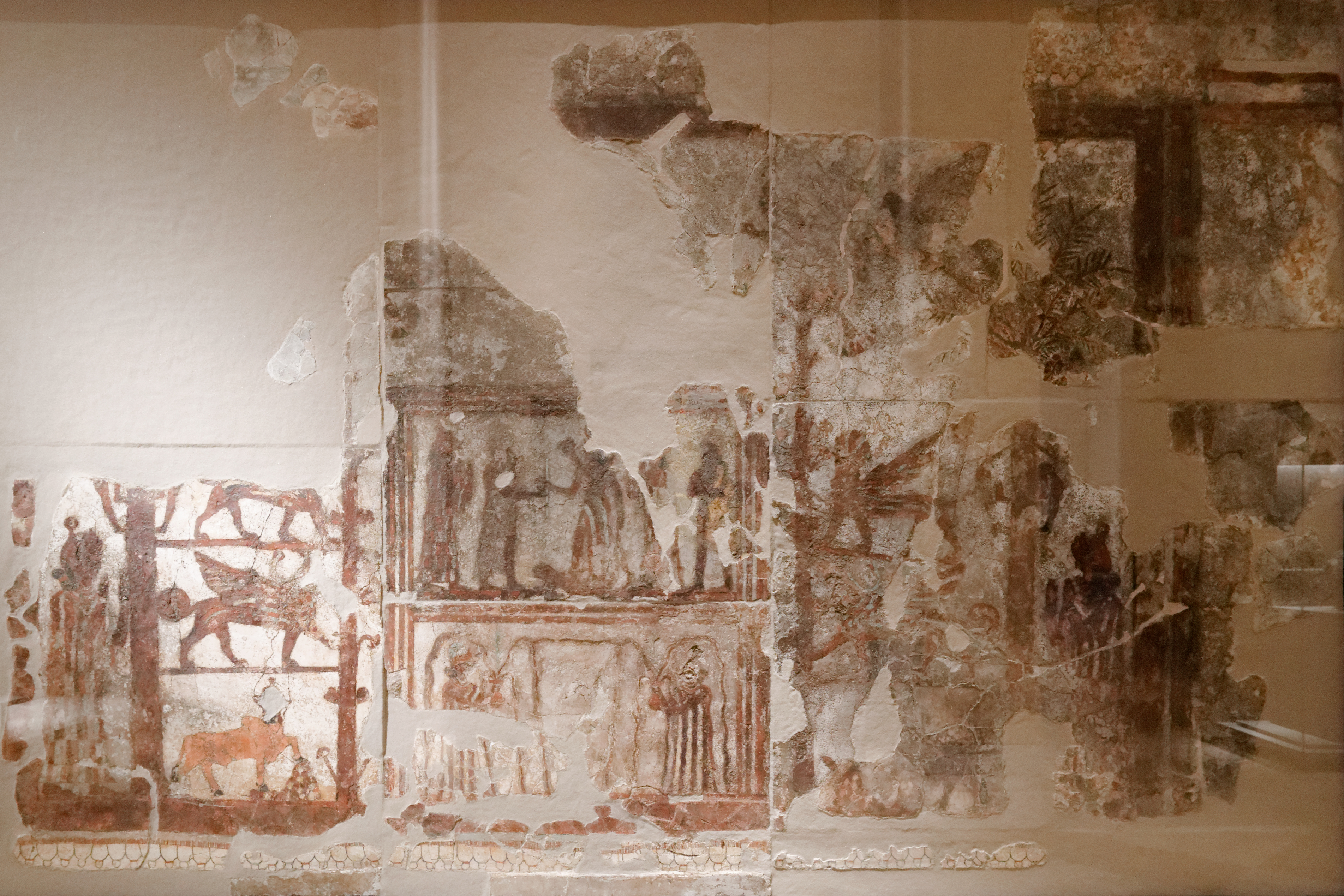
اعطای نشان زیمری-لیم (قرن ۱۸ قبل از میلاد)

## زیمری-لیم از ماری
با پیشروی زیمری-لیم، یکی از رهبران قبیله بنی‌سیمال (قبیله زیمری-لیم) یاسما-آداد را سرنگون کرد و راه را برای زیمری-لیم باز کرد. زیمری-لیم چند ماه پس از فرار یاسما-آداد وارد ماری شد و مدت کوتاهی پس از تاج‌گذاری خود در حدود ۱۷۷۶ پیش از میلاد، با شاهدخت شیبتو، دختر یاریم-لیم اول ازدواج کرد. به قدرت رسیدن زیمری-لیم با کمک یاریم-لیم اول بر موقعیت ماری تأثیر گذاشت. زیمری-لیم از یاریم-لیم به عنوان پدر خود یاد می‌کرد و پادشاه یامهاد می‌توانست از طریق ماری به عنوان میانجی بین حداد، خدای اصلی یامهاد، و زیمری-لیم که خود را خدمتگزار حداد اعلام کرده بود، ارتباط برقرار کند.
زیمری-لیم سلطنت خود را با لشکرکشی علیه بنی‌یامینا آغاز کرد. او همچنین با اشنونا و حمورابی از بابل متحد شد و ارتش‌های خود را برای کمک به بابلی‌ها فرستاد. پادشاه جدید سیاست توسعه‌طلبی خود را به سمت شمال در منطقه خابور علیا که ایداماراز نامیده می‌شد، هدایت کرد. او در این منطقه پادشاهی‌های کوچک محلی مانند اورکش و تالهایوم را مطیع خود کرد و آنها را به اطاعت واداشت. این گسترش با مقاومت قارنی-لیم، پادشاه آنداریگ مواجه شد، اما زیمری-لیم او را شکست داد و کنترل ماری را بر منطقه در حدود ۱۷۷۱ پیش از میلاد تثبیت کرد. پادشاهی ماری به عنوان یک مرکز تجاری رونق گرفت و وارد یک دوره صلح نسبی شد. بزرگ‌ترین میراث زیمری-لیم، بازسازی کاخ سلطنتی بود که به میزان زیادی گسترش یافت و شامل ۲۷۵ اتاق، آثار هنری نفیس مانند مجسمه الهه گلدان و یک آرشیو سلطنتی حاوی هزاران لوح شد.

## دوره بابل
روابط با بابل به دلیل اختلاف بر سر شهر هیت که زمان زیادی را در مذاکرات صرف کرد، بدتر شد. در این میان، جنگی علیه ایلام در حدود ۱۷۶۵ پیش از میلاد هر دو پادشاهی را درگیر کرد. سرانجام، پادشاهی توسط حمورابی مورد حمله قرار گرفت که زیمری-لیم را در نبرد در حدود ۱۷۶۱ پیش از میلاد شکست داد و به دودمان لیم پایان داد، در حالی که ترقا به پایتخت یک ایالت کوچک به نام پادشاهی هانا تبدیل شد. در جنوب، منطقه سوحوم به استان بابل تبدیل گشت.
ماری از ویرانی جان سالم به در برد و در حدود ۱۷۵۹ پیش از میلاد علیه بابل شورش کرد و باعث شد حمورابی کل شهر را ویران کند. با این حال، ممکن است حمورابی با اقدامی از روی رحمت به ماری اجازه داده باشد که به عنوان یک روستای کوچک تحت مدیریت بابل باقی بماند.

## عصر برنز پسین
بعدها، ماری بخشی از آشور شد و در میان سرزمین‌هایی که توسط پادشاه آشور توکولتی-نینورتا اول (سلطنت ۱۲۴۳–۱۲۰۷ قبل از میلاد) فتح شد، فهرست شد. پس از آن، ماری دائماً بین آشور و بابل دست به دست می‌شد.

## عصر آهن
در اواسط قرن یازدهم پیش از میلاد، ماری بخشی از هانا شد که پادشاه آن توکولتی-مر عنوان پادشاه ماری را گرفت و علیه آشور شورش کرد و باعث شد آشور-بل-کالا پادشاه آشور (سلطنت ۱۰۷۴–۱۰۵۶ قبل از میلاد) به این شهر حمله کند. ماری به‌طور قاطع تحت اقتدار امپراتوری آشور جدید قرار گرفت و در نیمه اول قرن هشتم قبل از میلاد به شخصی به نام نرگال-اریش برای حکومت تحت اختیار پادشاه آداد-نیراری سوم (حکومت ۸۱۰–۷۸۳ قبل از میلاد) واگذار شد.

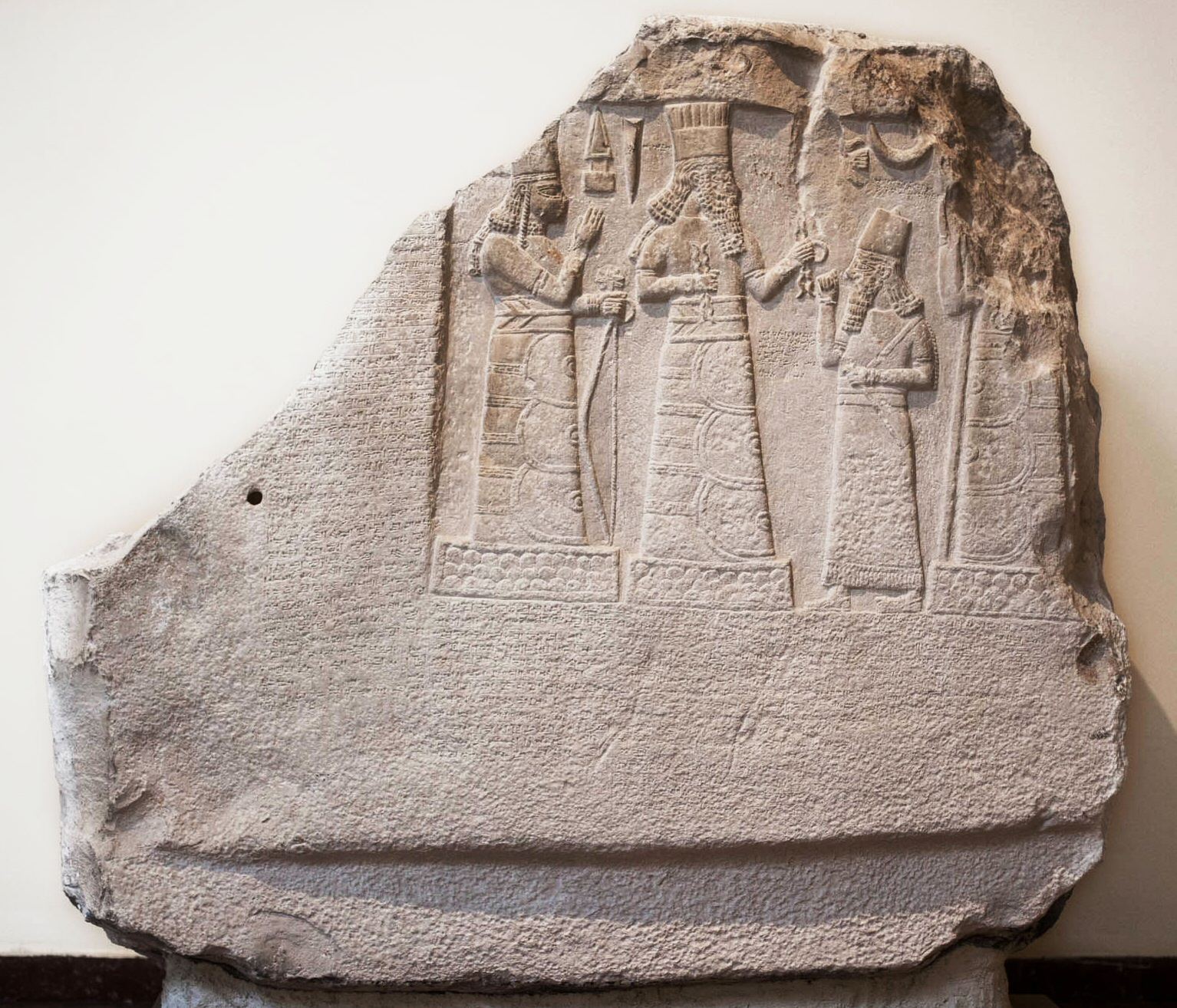
شمش-ریشا-اوسور (حدود ۷۶۰ سال پیش از میلاد)

در حدود ۷۶۰ پیش از میلاد، شمش-ریشا-اوسور، یک فرماندار خودمختار که بخش‌هایی از فرات میانی علیا را تحت اقتدار اسمی آشور-دان سوم اداره می‌کرد، خود را فرماندار سرزمین‌های سوحو و ماری معرفی کرد، پسرش نینورتا-کودوری-اوسور نیز همین کار را کرد. با این حال، در آن زمان، ماری به عنوان شهری در سرزمین لاقه شناخته می‌شد، که بعید است که خانواده اوسور واقعاً آن را کنترل کنند، و نشان می‌دهد که این عنوان به دلایل تاریخی استفاده شده است.
این شهر به عنوان یک سکونتگاه کوچک تا دوره هلنیستی ادامه یافت و سپس از متون و اشارات تاریخی ناپدید شد.

## تاریخ معاصر
تا سال ۲۰۱۵، داعش به صورت سیستماتیک این مکان باستانی و به ویژه کاخ سلطنتی را ویران و غارت کرد. این یکی از اولین مکان‌های باستانی بود که توسط این گروه اشغال شد.

## مردم، زبان و حکومت
بنیادگذاران اولین شهر ممکن است سومری‌ها یا به احتمال بیشتر مردمی بوده‌اند که به زبان سامی شرقی در ترقا در شمال صحبت می‌کردند. I. J. Gelb، بنیان‌گذاری ماری را با تمدن کیش مرتبط می‌داند، که یک اجتماع فرهنگی از مردم سامی‌زبان شرقی بود که از مرکز میان‌رودان تا ابلا در شام غربی گسترش یافته بود.
در اوج خود، شهر دوم حدود ۴۰ هزار نفر جمعیت داشت. این جمعیت به زبان سامی شرقی صحبت می‌کردند و از گویشی بسیار شبیه به زبان ابلا (زبان ابلایی) استفاده می‌کردند، در حالی که در دوره شکناککو، جمعیت به زبان اکدی که یک زبان سامی شرقی بود، صحبت می‌کردند. نام‌های سامی غربی از دوران پادشاهی دوم در ماری شروع به ظهور کردند و در میانه‌های عصر برنز، قبایل آموری سامی غربی به اکثریت گروه‌های شبانی در فرات میانی و دره‌های خابور تبدیل شدند. نام‌های عموری‌ها در پایان دوره شکناککو، حتی در میان اعضای خاندان حاکم، در شهر مشاهده شد.

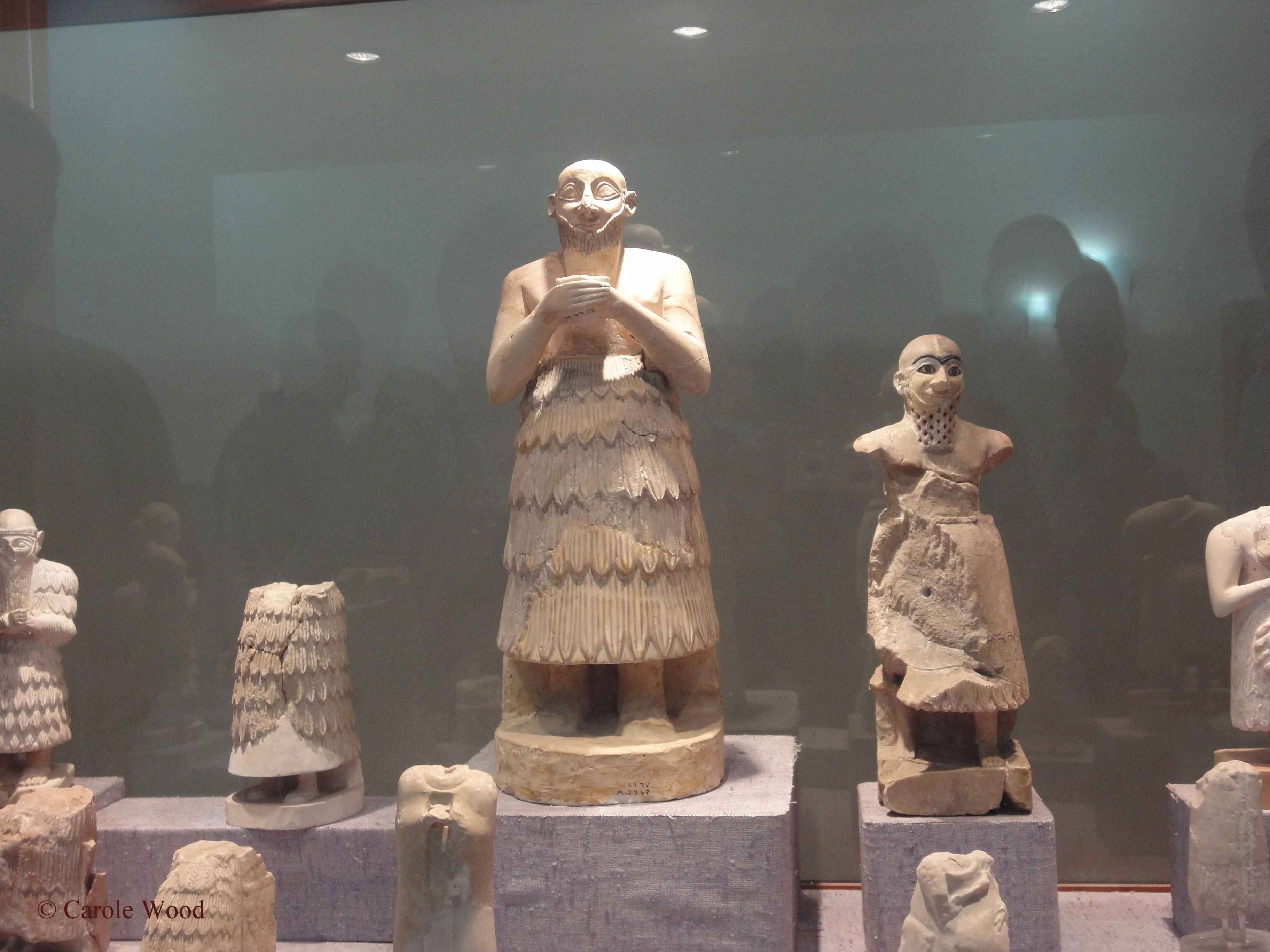
تندیس‌هایی از ماری در موزه ملی حلب

در طول دوران لیم، جمعیت عمدتاً عموری بودند، اما شامل افرادی با نام اکدی نیز می‌شدند. اگرچه زبان عموری به زبان غالب تبدیل شد، اما اکدی همچنان زبان نوشتار باقی ماند. عموری‌های کوچ‌نشین در ماری، هانیان نامیده می‌شدند، اصطلاحی که به‌طور کلی به عشایر اشاره دارد. این هانیان به دو گروه بنی‌یامینا (پسران راست) و بنی‌سیمال (پسران چپ) تقسیم می‌شدند و خاندان حاکم متعلق به شاخه بنی‌سیمال بود. این پادشاهی همچنین خانه قبایل سوتانی‌ها بود که در منطقه ترقا زندگی می‌کردند.
ماری یک سلطنت مطلقه بود و پادشاه با کمک کاتبان که نقش مدیران را ایفا می‌کردند، بر همه جنبه‌های حکومت کنترل داشت. در طول دوران لیم، ماری علاوه بر پایتخت به چهار استان تقسیم شد. مراکز استانی در ترقا، ساگاراتوم، کاتونان و توتول قرار داشتند. هر استان دیوان‌سالاری خاص خود را داشت. دولت به روستاییان گاوآهن و تجهیزات کشاورزی می‌داد و در عوض سهمی از محصول را دریافت می‌کرد.

## فرهنگ و مذهب

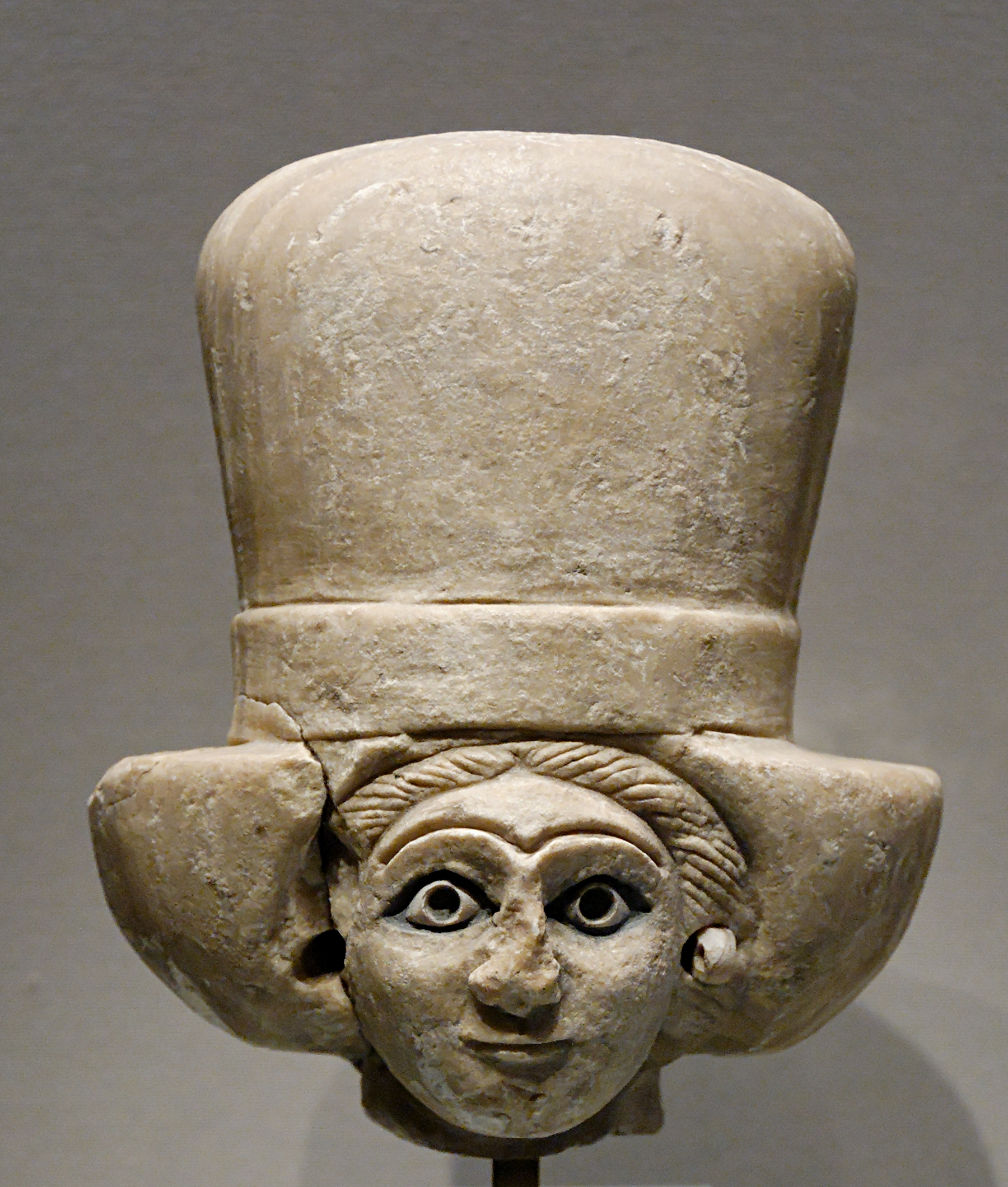
یک زن ماریایی. (قرن ۲۵ قبل از میلاد)

پادشاهی‌های اول و دوم به شدت تحت تأثیر جنوب سومری بودند. جامعه توسط یک الیگارشی شهری (گروهی کوچک از افراد قدرتمند) رهبری می‌شد و شهروندان به مدل‌های مو و لباس‌های استادانه معروف بودند. تقویم بر اساس یک سال خورشیدی تقسیم‌شده به دوازده ماه بود و همان تقویمی بود که در ابلا «تقویم قدیمی ابلائی» استفاده می‌شد. کاتبان به زبان سومری می‌نوشتند و هنر و سبک معماری از هنر و معماری سومری قابل تشخیص نبود.
تأثیر میان‌رودان در دوره عموری‌ها همچنان بر فرهنگ ماری تأثیرگذار بود، که در سبک نوشتاری بابلی مورد استفاده در شهر مشهود است. با این حال، نسبت به دوره‌های قبل کمتر تأثیرگذار بود و یک سبک سوری متمایز غالب بود که در مهرهای پادشاهان که منشأ سوری آشکاری را منعکس می‌کنند، قابل توجه است. جامعه قبیله‌ای بود و عمدتاً از کشاورزان و عشایر (هانیان) تشکیل شده بود. برخلاف میان‌رودان، معبد نقش کوچکی در زندگی روزمره داشت زیرا قدرت عمدتاً در کاخ متمرکز بود. زنان از برابری نسبی با مردان برخوردار بودند. ملکه شیبتو در غیاب شوهرش به نام او حکومت می‌کرد و نقش اداری گسترده‌ای داشت و بر بالاترین مقامات شوهرش تسلط داشت.
گروه شامل خدایان سومری و سامی بود و در بیشتر تاریخ آن، داگان رئیس پانتئون ماری بود، در حالی که مر خدای حامی بود. دیگر خدایان شامل خدایان سامی بودند: ایشتار الهه باروری، عثتر، و شمش، خدای خورشید که از مهم‌ترین خدایان شهر به‌شمار می‌رفت و اعتقاد بر این بود که همه چیز را می‌داند و همه چیز را می‌بیند. خدایان سومری شامل نین‌هورساگ، دوموزی، انکی، آنو و انلیل بودند. پیشگویی نقش مهمی برای جامعه داشت، معابد شامل پیامبران بودند که به پادشاه مشاوره می‌دادند و در جشنواره‌های مذهبی شرکت می‌کردند.

## اقتصاد
اولین ماری قدیمی‌ترین کارگاه تولید چرخ را که تاکنون در سوریه کشف شده، در خود جای داده بود و همچنین مرکز فلزکاری با برنز بود. این شهر همچنین دارای بخش‌هایی بود که به ذوب فلزات، رنگرزی و تولید سفال اختصاص داشت و از زغال چوبی که با قایق‌های رودخانه‌ای از مناطق بالادست خابور و فرات آورده می‌شد، استفاده می‌کرد.
اقتصاد پادشاهی دوم بر پایه کشاورزی و تجارت بود. این اقتصاد متمرکز بود و توسط یک سازمان مشترک اداره می‌شد. غلات در انبارهای عمومی ذخیره و بر اساس موقعیت اجتماعی افراد توزیع می‌شد. این سازمان همچنین کنترل گله‌های دام در پادشاهی را بر عهده داشت. برخی گروه‌ها، از جمله تولیدکنندگان فلز و پارچه و مقامات نظامی، به جای سازمان مشترک، مستقیماً از کاخ بهره‌مند می‌شدند. ابلا یک شریک تجاری مهم و در عین حال رقیب ماری بود. موقعیت ماری آن را به یک مرکز تجاری مهم در مسیر جاده‌ای که شام و میان‌رودان را به هم متصل می‌کرد، تبدیل کرده بود.
ماری آموری‌ها، جنبه‌های قدیمی اقتصاد را حفظ کرد که همچنان عمدتاً بر پایه کشاورزی آبی در امتداد دره فرات بود. این شهر همچنان یک مرکز تجاری برای بازرگانان از بابل و سایر پادشاهی‌ها بود و کالاها از جنوب و شرق با قایق‌های رودخانه‌ای به سمت شمال، شمال غرب و غرب حمل می‌شدند. تجارت اصلی شامل فلزات و قلع از فلات ایران بود که به غرب تا کرت صادر می‌شد. کالاهای دیگر شامل مس از قبرس، نقره از آناتولی، چوب از لبنان، طلا از مصر، روغن زیتون، شراب، منسوجات و حتی سنگ‌های قیمتی از افغانستان امروزی بود.

## کاوش‌ها و بایگانی

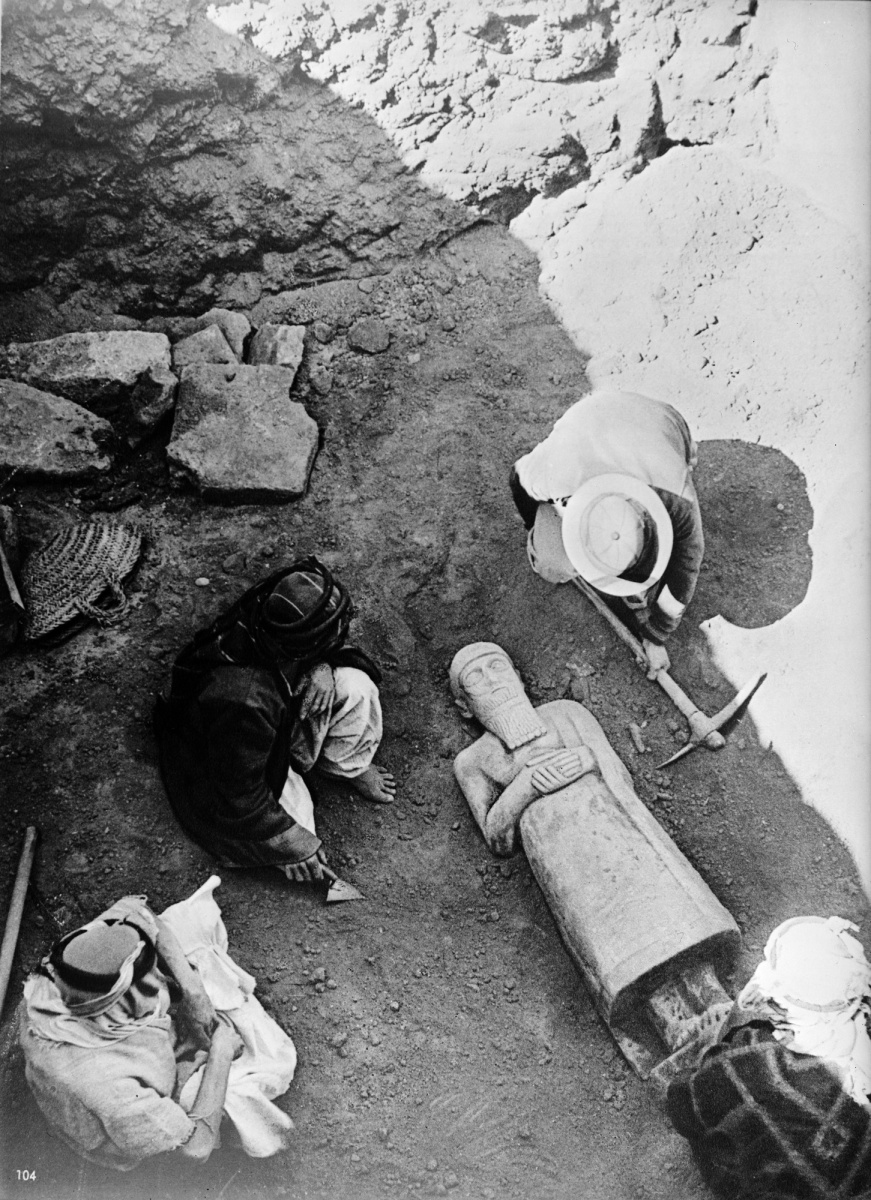
حفاری‌ها توسط تیم باستان‌شناسی André Parrot در سال ۱۹۳۶. کشف تندیس فرماندار نظامی Ishtup-Ilum

ماری در سال ۱۹۳۳ در شرق سوریه، نزدیک مرز عراق کشف شد. یک قبیله بادیه‌نشین در حال حفاری تپه‌ای به نام تل حریری برای یافتن سنگ قبری بودند که به یک مجسمه بدون سر برخورد کردند. پس از اطلاع مقامات فرانسوی که در آن زمان کنترل سوریه را در دست داشتند، تحقیقات آغاز و حفاری در محل در ۱۴ دسامبر ۱۹۳۳ توسط باستان‌شناسان موزه لوور در پاریس شروع شد. محل کشف مجسمه حفاری شد و معبد ایشتار نمایان گشت که منجر به آغاز حفاری‌های گسترده شد. ماری توسط باستان‌شناسان به عنوان «غربی‌ترین پاسگاه فرهنگ سومری» طبقه‌بندی شد.
از آغاز حفاری‌ها، بیش از ۲۵۰۰۰ لوح سفالی به زبان اکدی که به خط میخی نوشته شده بود، کشف شد. یافته‌های این حفاری در موزه لوور، موزه ملی حلب، موزه ملی دمشق و موزه دیرالزور به نمایش گذاشته شده است. در موزه دیرالزور، نمای جنوبی اتاق حیاط نخل‌ها از کاخ زیمری-لیم بازسازی شده است، از جمله نقاشی‌های دیواری.
ماری در عملیات‌های سالانه در سال‌های ۱۹۳۳–۱۹۳۹، ۱۹۵۱–۱۹۵۶، و از سال ۱۹۶۰ حفاری شده است. آندره پاروت ۲۱ فصل اول را تا سال ۱۹۷۴ انجام داد و پس از او ژان کلود مارگورون (۱۹۷۹–۲۰۰۴) و پاسکال باترلین (از سال ۲۰۰۵) بودند. یک مجله اختصاصی به این سایت، که در ۸ جلد بین سال‌های ۱۹۸۲ و ۱۹۹۷ منتشر شد، ماری: Annales de recherches interdisciplinaires بود. باستان‌شناسان سعی کرده‌اند تعداد لایه‌های این مکان را مشخص کنند. به گفته آندره پاروت، باستان‌شناس فرانسوی، «هر بار که یک کاوشگر عمودی برای ردیابی تاریخ سایت تا خاک بکر آغاز می‌شد، اکتشافات مهمی انجام می‌شد که حفاری افقی باید از سر گرفته می‌شد.»

## الواح ماری
بیش از ۲۵۰۰۰ لوح در کتابخانه سوخته زیمری-لیم که به زبان اکدی نوشته شده بود، از یک دوره ۵۰ ساله بین سال‌های ۱۸۰۰ تا ۱۷۵۰ قبل از میلاد پیدا شد. آنها اطلاعاتی در مورد پادشاهی، آداب و رسوم آن و نام افرادی که در آن زمان زندگی می‌کردند، ارائه می‌دهند. بیش از ۳۰۰۰ لوح، نامه هستند و بقیه شامل متون اداری، اقتصادی و قضایی هستند. تقریباً تمام الواح یافت شده مربوط به ۵۰ سال آخر استقلال ماری است و بیشتر آنها اکنون منتشر شده‌اند. زبان متون رسمی اکدی است، اما نام‌های خاص و اشاراتی در نحو نشان می‌دهد که زبان رایج ساکنان ماری، سامی شمال غربی بوده است. شش لوح یافت شده به زبان هوری بودند.

## وضعیت فعلی
حفاری‌ها از سال ۲۰۱۱ در نتیجه جنگ داخلی سوریه متوقف شد و از سر گرفته نشده است. این سایت تحت کنترل باندهای مسلح قرار گرفت و غارت‌های گسترده‌ای را متحمل شد. یک گزارش رسمی در سال ۲۰۱۴ نشان داد که سارقان بر کاخ سلطنتی، حمام‌های عمومی، معبد ایشتار و معبد داگان تمرکز کرده‌اند. بر اساس تصاویر ماهواره‌ای، غارت حداقل تا سال ۲۰۱۷ ادامه داشت.